# إيجل بور يونسن
إيجل بور يونسن (بالنرويجية البوكمول: Egil Børre Johnsen)‏ هو كاتب نرويجي، ولد في 14 يوليو 1936 في أوسلو في النرويج.